# Toru Sano
Toru Sano, född 15 november 1963 i Shizuoka prefektur, Japan, är en japansk tidigare fotbollsspelare.